# Ridderorden in Costa Rica
Sinds de onafhankelijkheid heeft de Republiek Costa Rica ten minste een ridderorde ingesteld.
- De Nationale Orde van Juan Mora Fernández (Orden Nacional Juan Mora Fernández)